# 時計

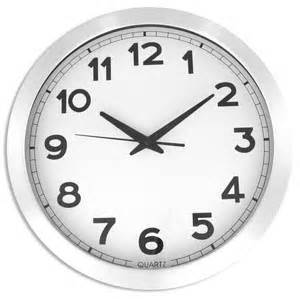
時計の一例。針式（アナログ式）の掛時計。

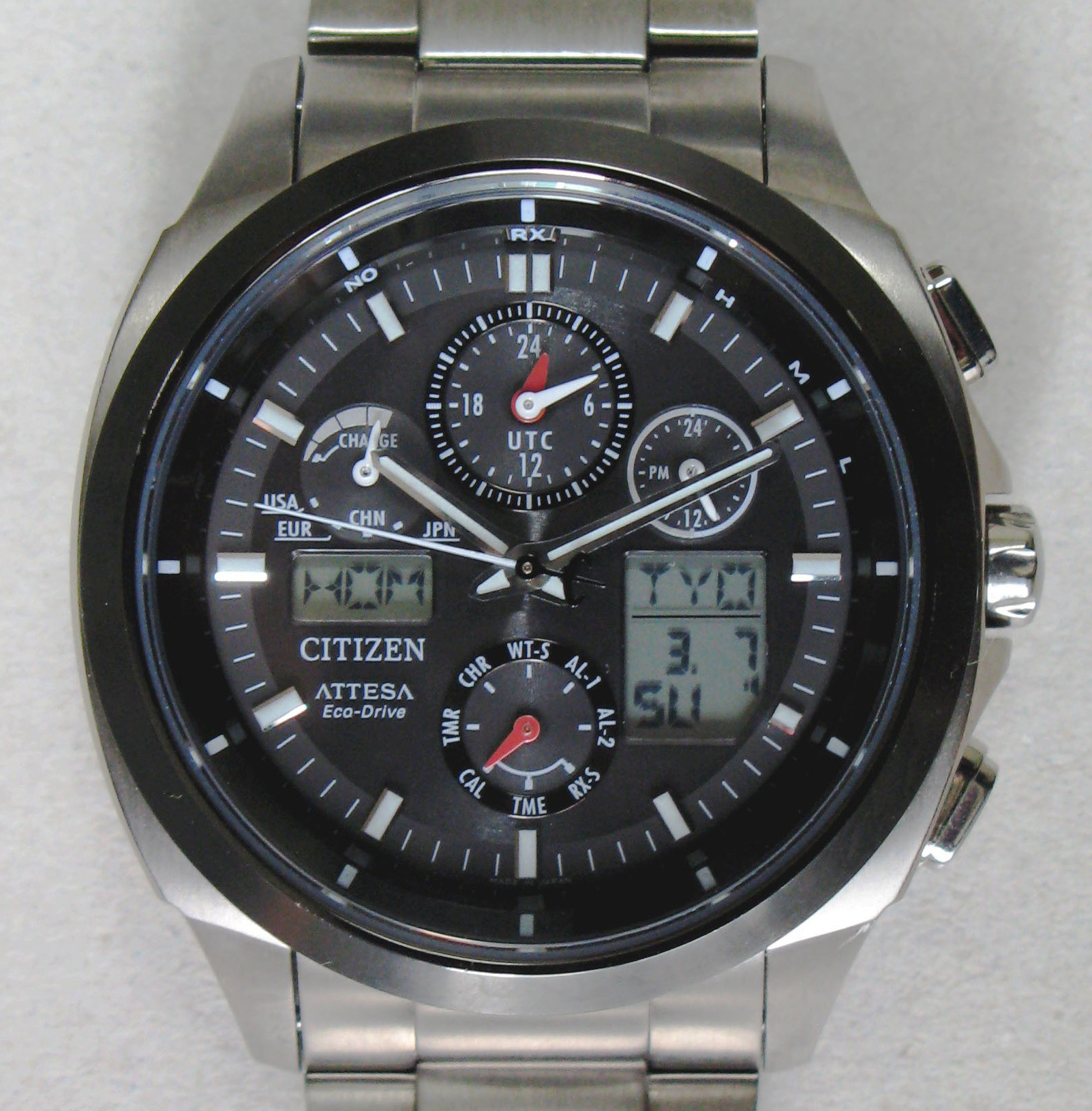
腕時計の一例。（CITIZEN製）

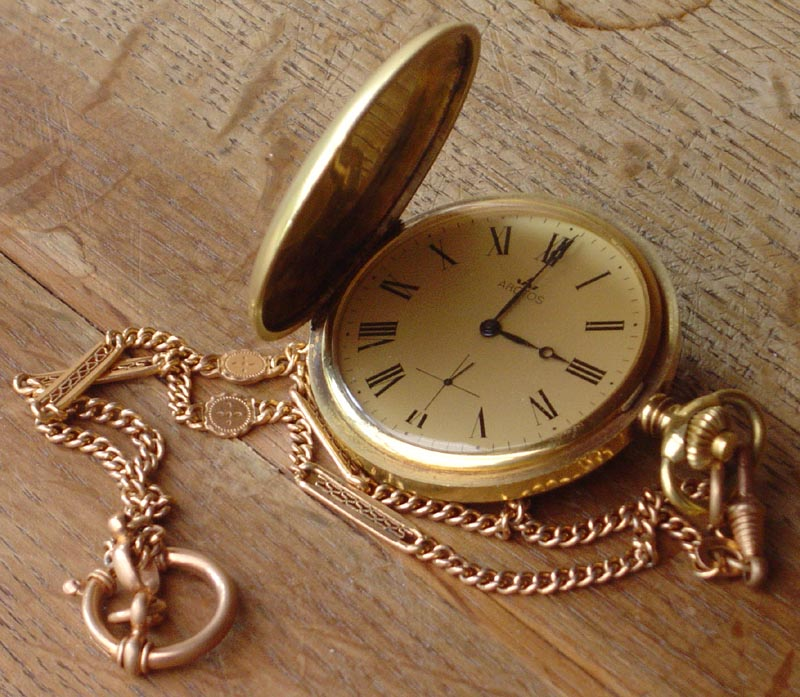
懐中時計

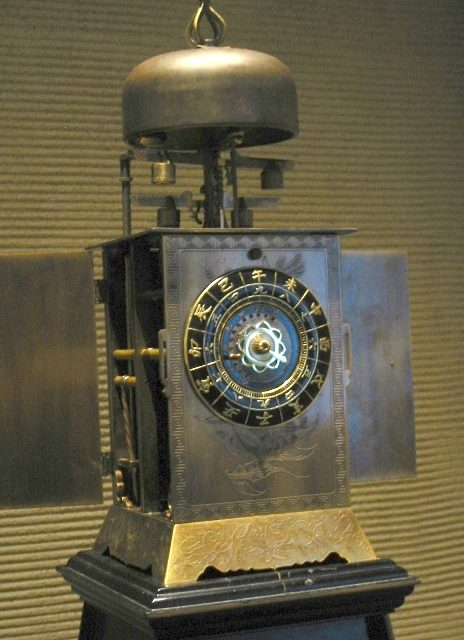
和時計。江戸中期。

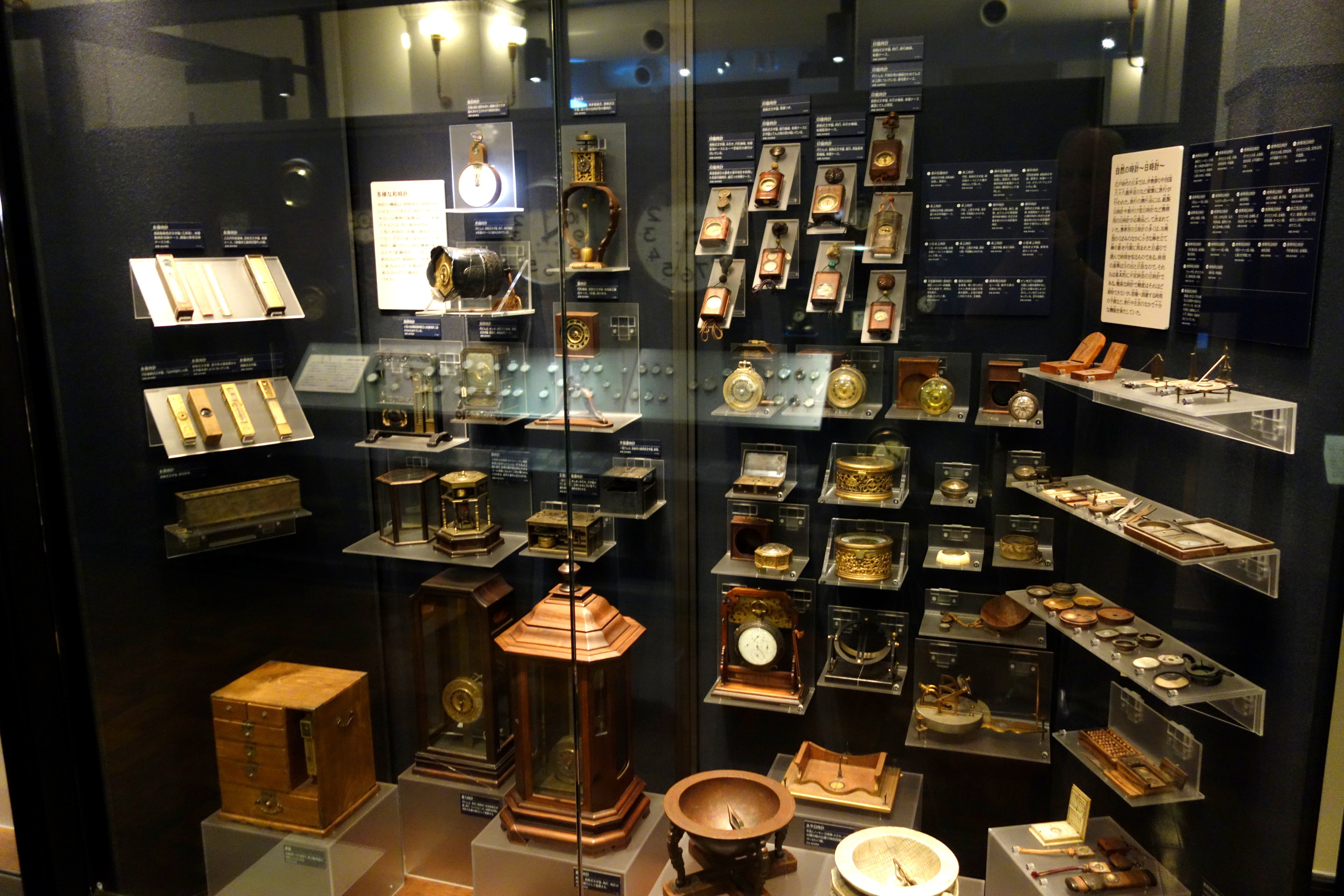
博物館に展示された時計の数々

時計（とけい、英: clock、携帯型のみwatch）とは、時刻を示す装置、あるいは時間を測定する装置。

## 概説
時計は時刻を指示する機器で、タイムカウンター（時間を測定するだけで時刻は指示しない機器）と合わせて計時装置 (time measuring instrument) と呼ばれる。時刻の指示だけでなく時間の測定もできる時計にクロノグラフ (chronograph) がある。
古くは日常生活の中で時刻を知る方法は太陽の動きなどであった。紀元前1500年ごろには日時計が発明された。
11世紀以降、機械によって駆動される時計が実用化されたが、近世に至るまでは極めて大型の装置であり、庶民にとっては値段が高く一般的なものではなかった。また、初期の機械時計はそれほど正確ではなく定期的に時刻の調整をしなければならなかった。近代以後、より正確な機械時計が普及しても無線やラジオ放送などが普及するまで正確な時刻をもとに機械時計の時刻を合わせることも容易でなく、機械時計の時刻の調整には南中を知るのに特化した正午計（日時計の一種）なども用いられた。
機械時計には、動くための力、一定の速度で動かすための調速機、計った時を外部に伝える部分の3つの要素がある。動力としては、錘を引く重力がもっとも古くから存在したが、その後、近世に実用化された鋼製のぜんまいばね（ゼンマイ）が時計に適した蓄力装置として20世紀後期まで広く用いられた。また20世紀以降は電気が用いられ、動力のみならず調速のエネルギーとしても主流となっていった。調速機としては、17世紀に実用化された振り子が定置式時計に広く用いられ、振り子の役割を小型部品のひげゼンマイに置き換えたテンプも追って実用化、携行可能な時計（懐中時計）が作られるようになった。以後の電気駆動時代の調速には、音叉、電力線、水晶、原子などが利用されている。外部に時刻を伝える手段としては、一般的には針（アナログ）や文字（デジタル）による視覚が基本で、これと併用する形で鐘や鈴、アラームなどの音が用いられる。
1970年代ごろまでは、腕時計や置時計では動力にぜんまいを使った機械式、掛時計では電気（トランジスタ）式がほとんどであったが、1980年代以降、動力に電気、調速機に水晶振動子を使ったクォーツ時計が主流となった。
市販のクォーツ時計の多くは 1 秒間に32768（2の15乗）回振動する（32.768 kHz）水晶振動子を用いて時を刻む。必ずこの数値でなければならないわけではないが、時計に組み込むのに適切な大きさの振動子で発生しやすい周波数であり、また、簡易な回路で分周を行い周波数を半分にする操作を繰り返して1秒を得るために、2のべき乗の値であると都合が良いことからこの周波数がよく用いられる。他の周波数の水晶振動子が用いられることもある。
→#歴史
また、近年はセシウム原子の振動（9192631770 Hz=9.19263177 GHz）を用いた原子時計の時刻を基に発信された電波（標準電波、JJY）を受信し、クォーツ時計の時刻を自動修正する電波時計も利用されている。 更に進んで、地球上どこでも受信できるGPSの電波により時刻修正を行う衛星電波時計も出現している。
一方、動力については、電池交換の手間を省くため、腕時計の分野では手の動きから力を取り出して発電機を駆動して電気を得る方法 (Automatic Generating System, AGS) や、文字盤や盤面以外の部分に組み込まれた太陽電池などにより発生した電気を、二次電池もしくはキャパシタに充電しながら作動するタイプが出てきている。
時計は趣味的な収集の対象ともなっており、クォーツ式や電波時計が全盛の時代であっても、あえて日時計を集めて庭に置いて眺めたり、あえて機械式時計を収集したり日々それを身につける愛好家もいる。
また時計は電子機器の多くにも内蔵されている。これは、ビデオの録画予約や、電子レンジの加熱時間など、タイマーとして使われる。
またパーソナル・コンピュータなどにも時計はいくつかの方式で組み込まれており、プログラミング言語のソースコード内でもそうした時計から時刻の値を取得し利用できるようになっている。→#デジタル回路やPCにおける時計

## 時計の歴史

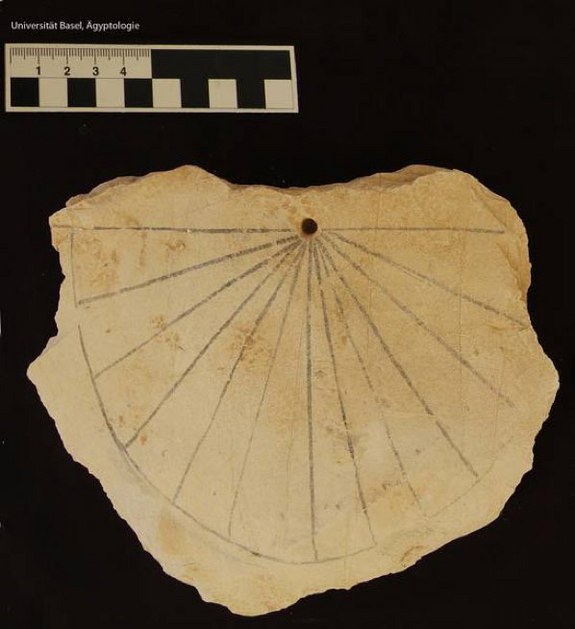
古代エジプトの日時計

紀元前約2000年ごろに日時計が発明された。目盛りの線を細かく刻むことで太陽を漠然と目視するよりも、時刻を細かく把握できるようになった。
しかし日時計は晴天の日中しか利用することができないという欠点がある。そのため、別の物理現象を使って時間の流れを測定する時計も考えられた。例えば特定の大きさで作った蝋燭や線香、火縄が燃える距離を使う（燃焼時計）、水や砂が小さな穴から落ちる体積を使う（水時計、砂時計）などであり、紀元前1400年 - 紀元前700年頃の間にエジプト、イタリア、中国などで考案された。なかでも水時計は流速を一定とした水を使用することから、それを動力とした機構を発達させ、かなり複雑な機構を使用するものへと変化し、やがて機械式時計を生み出すこととなった。

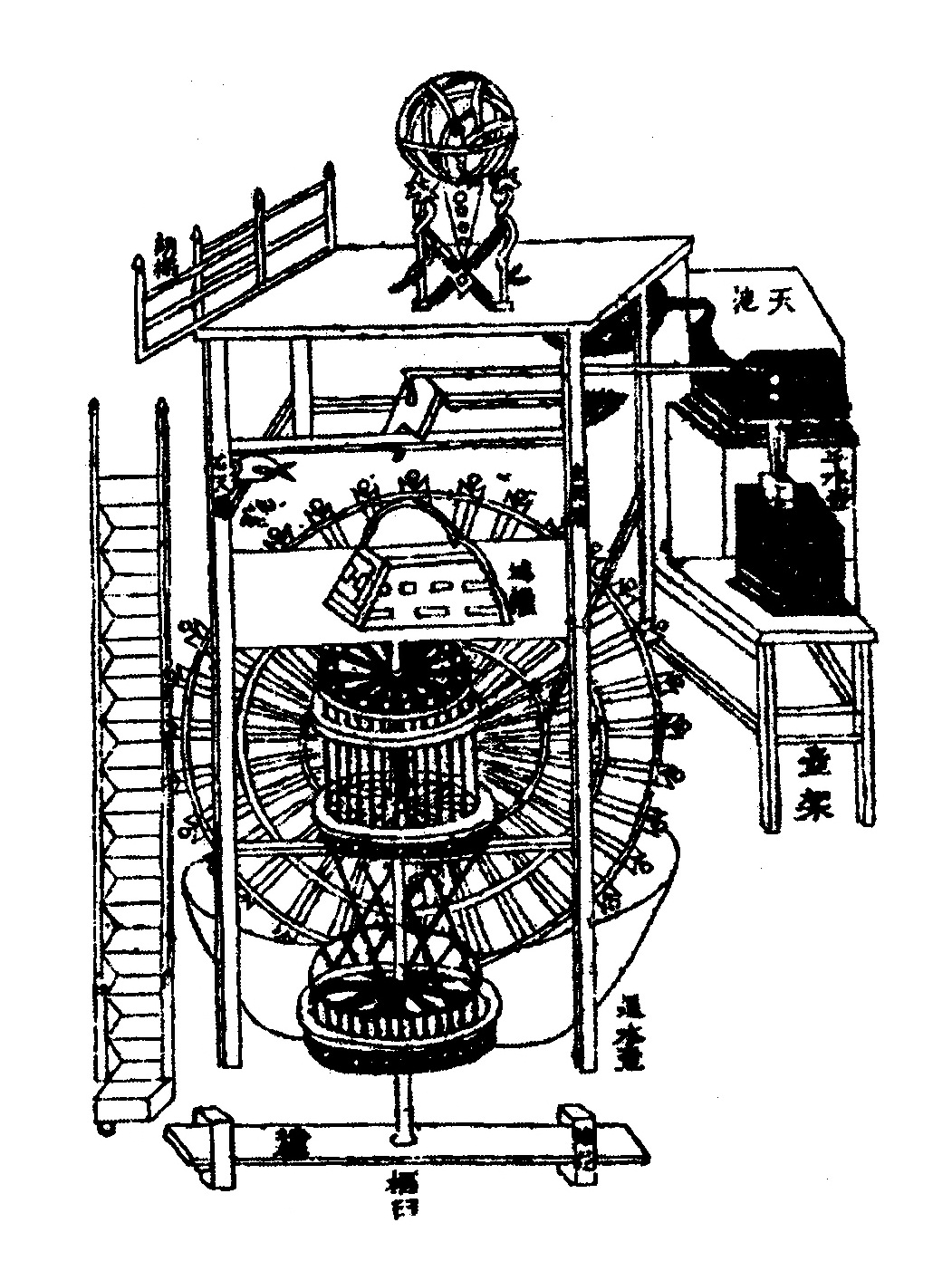
水運儀象台

北宋時代、より正確に時間を計るため駆動軸の動きを制限する脱進機が発明され、1092年に蘇頌によって世界初の脱進機つき時計台である水運儀象台が開封に建設された。水運儀象台は時計台であると同時に天文台でもあった。同時期、イスラム世界においても水時計の進化は進み、その機構の多くはヨーロッパへと伝播した。
14世紀にはヨーロッパで、定期的に重錘を引き上げ、それが下がる速度を棒テンプと脱進機で調節する機構が発明された。また1510年ごろ、ニュルンベルクの錠前職人ペーター・ヘンラインがゼンマイを発明し携帯できるようになった。
1583年、ガリレオ・ガリレイは、振幅が小さい場合、振り子の周期が振幅によらず一定であることを発見し、振り子時計を思いついた。1656年、クリスティアーン・ホイヘンスは、サイクロイド曲線を描く振り子および振り子に動力を与える方法を発明し、振り子時計を作った。
1654年、ロバート・フックはひげゼンマイの研究を行い、それが振り子と同じく一定周期で振動することを発見し、1675年、ホイヘンスはこの原理を利用した懐中時計を開発した。18世紀初頭に入ると時計技術の進歩はさらに進み、ジョージ・グラハムによってシリンダー脱進機が発明され、彼の弟子であるトーマス・マッジはレバー式脱進機を発明した。
なお中世ヨーロッパでの時計の意義は主に神に祈りを捧げる時を知るためのものであった。

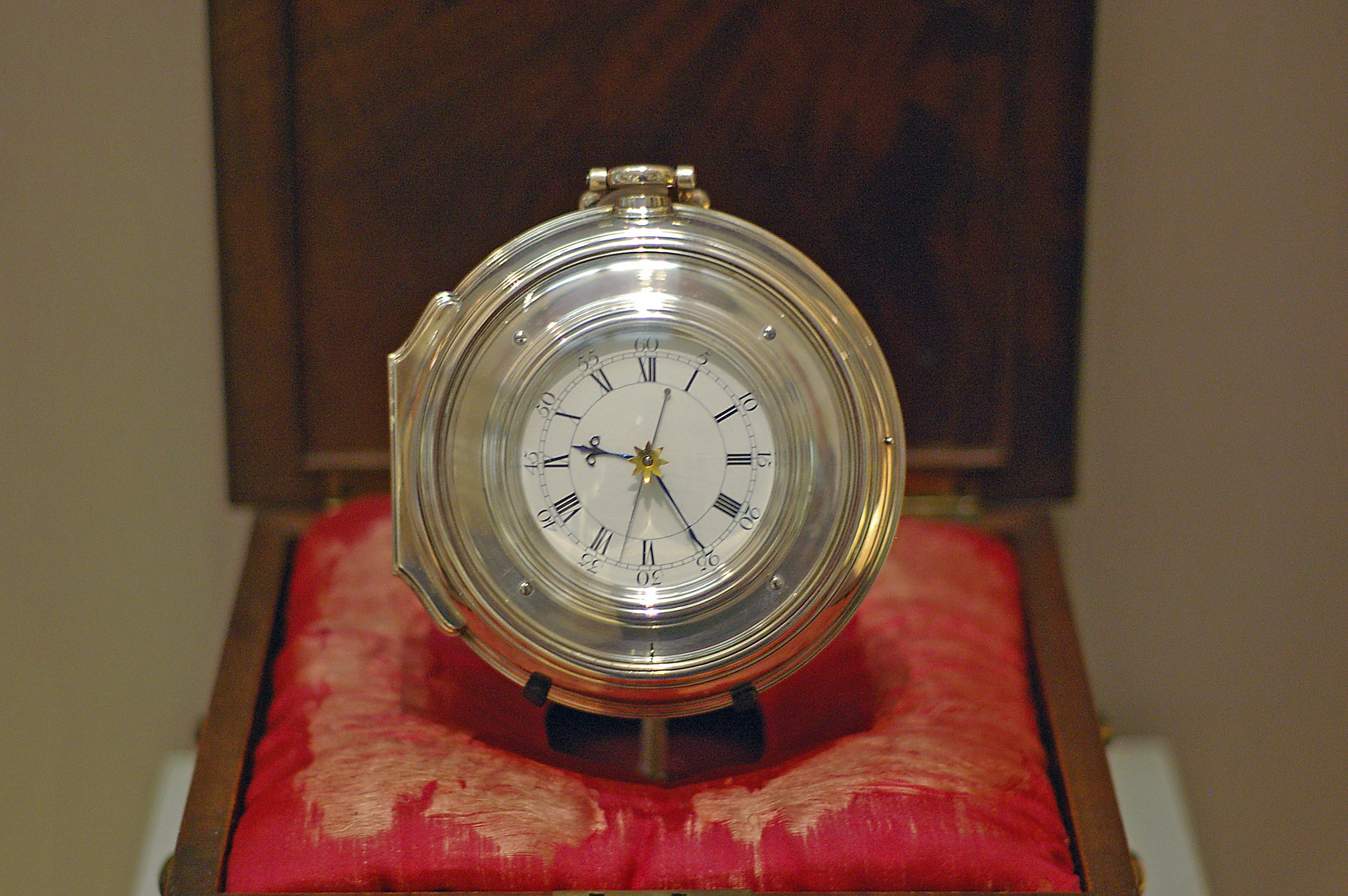
ジョン・ハリソンが開発したクロノメーターH5

大航海時代に入ると、天測航法および計時によって現在位置の経度を知るためには、揺れる船内に長時間放置しても狂わない正確な時計（クロノメーター）が必要となった。時刻にして1分の誤差は、経度にして15分（1/4度、赤道上で28km）もの誤差となり、この誤差が遭難や座礁につながるという事故が多発したためである。1713年、イギリス政府は「5か月間の航海で誤差1分以内」という懸賞条件に2万ポンドの賞金をかけ、1736年、ジョン・ハリソンが懸賞条件に見合う時計を完成させた。しかし、ハリソンが単なる職人だったためか、イギリス議会はいろいろと難癖を付けて賞金を払わず、40年に渡って改良を重ねさせた。ハリソンはジョージ3世の取りなしがあってようやく賞金を手に入れられたが、それは彼の死の3年前であった。

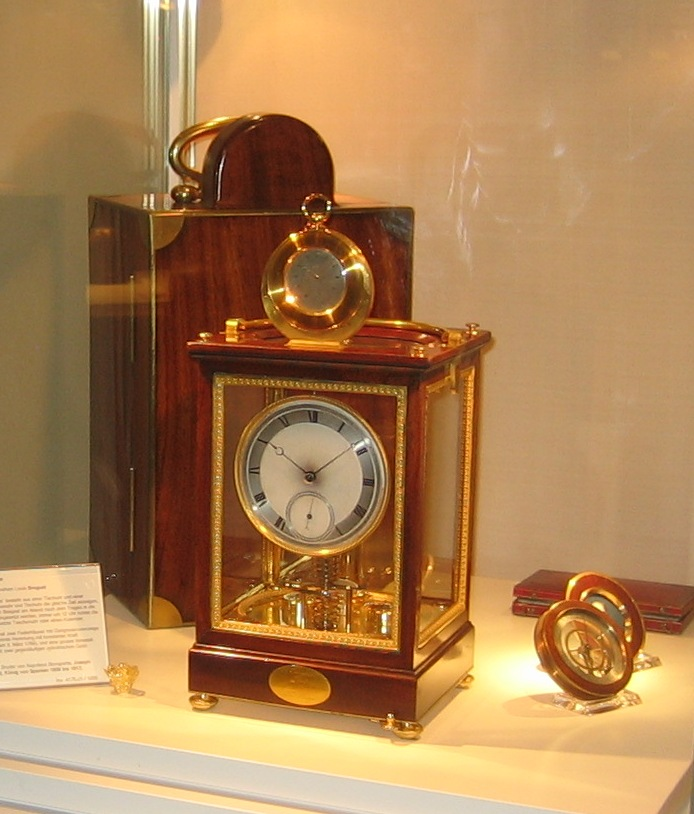
アブラアム＝ルイ・ブレゲが1795年ごろに製作した置時計（チューリッヒ・バイヤー時計博物館所蔵）

時計制作の歴史に革命を起こしたのが天才時計師として名高いアブラアム＝ルイ・ブレゲ（1747年 - 1823年）であり、彼によって時計の進歩は200年早まったとされる。ブレゲはスイスのヌーシャテルで生まれ15歳でフランスに渡り時計作りの研鑽を積み、以降フランスを中心に時計制作を行い、トゥールビヨン、永久カレンダー、ミニッツ・リピーターなど、現代の機械式時計にも用いられている画期的な発明を数多く行った。ブレゲの顧客にはフランス国王ルイ16世、ナポレオン・ボナパルト、イギリス国王ジョージ3世、ロシア皇帝アレクサンドル1世などがおり、当時の最高権力者たちはこぞって彼に時計制作を依頼していた。ブレゲがその生涯に制作した時計は約3,800個と言われ、数々の傑作を生み出したが、そのなかでも最高傑作として名高い逸品が、王妃マリー・アントワネットの注文に応じて制作された懐中時計「マリー・アントワネット」である。
その後、機械式時計は、精度や携帯性を求めて様々な改良が施された。また、この17 - 19世紀初頭は、職人の徒弟チームによる手工芸的な少量生産から、いかに大量生産で高精度の時計を作れるか・定期的な保守を誰でもできるかという要求により改良がなされていった時代である。ぜんまい動力の掛かる駆動部の歯車は、なるべく均一な力がかかるように歯車の歯数を互いに割り切れないようにする工夫もなされた。気温によって振り子の長さやひげゼンマイの弾性が変化することも精度に影響するため、20世紀初頭に熱膨張率の小さなインバー合金、温度による弾性率の変化が小さなエリンバー合金が発明され、大きな貢献を与えた。各種あった脱進機も、現在のアンクル脱進機にほぼ絞り込まれていった。
20世紀
20世紀に入ると、動力として電動機が使われるようになった。当初は調速機構を在来機械式時計と同じくしながら、動力源をぜんまいの代わりに電動機としたのみであった。
電気式時計はクォーツ時計が一般化する以前に用いられ、アナログ式では電源周波数に同期して回転するサーボモータを使ったり、デジタル式では電源周波数から1秒毎のパルスを得て駆動していた。

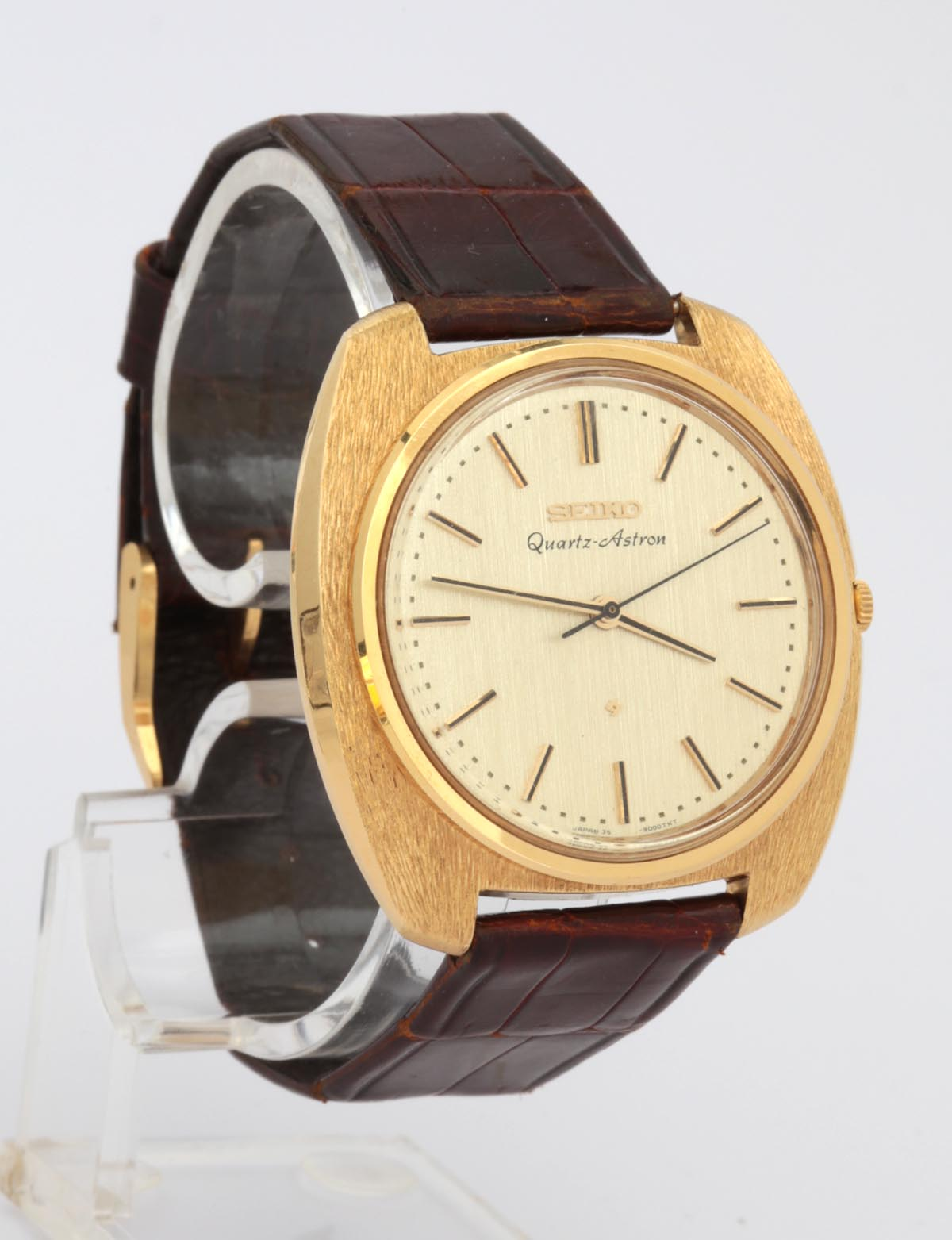
世界初のクォーツ式腕時計、セイコーのアストロン(35SQ)

20世紀前半にクォーツ時計が開発され、1969年にはセイコーが世界初のクォーツ式腕時計アストロンを発売した。クォーツ時計は1か月の誤差が15秒ほどと実用上十分の精度があり、現在では一般的に使われている。
20世紀後半に登場した原子時計は2000万年に1秒くらいの誤差という高精度を持つものの廉価化・小型化が難しいという難点があったが、20世紀末に原子時計による時報を適当な頻度で電波によって受信しクォーツ時計の時刻を自動修正する電波時計が登場した。
1999年にはCASIOがGPS腕時計を発売した。GPS腕時計はGPSを利用することで10億分の1秒オーダの正確な時刻を地球上どこでも容易に得られる。
この他、第二次世界大戦後には、小型置時計や腕時計の分野で、電気の安定にトランジスタを使ったトランジスタ時計、調速機にRC発振回路を使った時計、音叉を使った音叉時計などが開発されていたが、一般向けの実用時計としては水晶振動子を使ったクォーツ時計、実験施設などの高度な計時装置としてはセシウム原子の振動を利用した原子時計など、新たな高精度な時計の出現によりほとんど姿を消した。
機械式時計の新しい発明としては、20世紀末にジョージ・ダニエルズによりコーアクシャル脱進機が提案された。

## 種類、分類
さまざまな分類法がある。
基本的な分類法として、（設置型の）時計を clock（クロック）、特に携帯型のものを watch（ウォッチ）と呼び分けるものがある。この分類法は一般に広く浸透している。
動作原理による分類法もある。機械式時計 / クォーツ時計 / 電波時計 などと分類されている。
また表示方法による分類法もある。アナログ方式 / デジタル方式 などに分類されている。
クロックとウォッチ

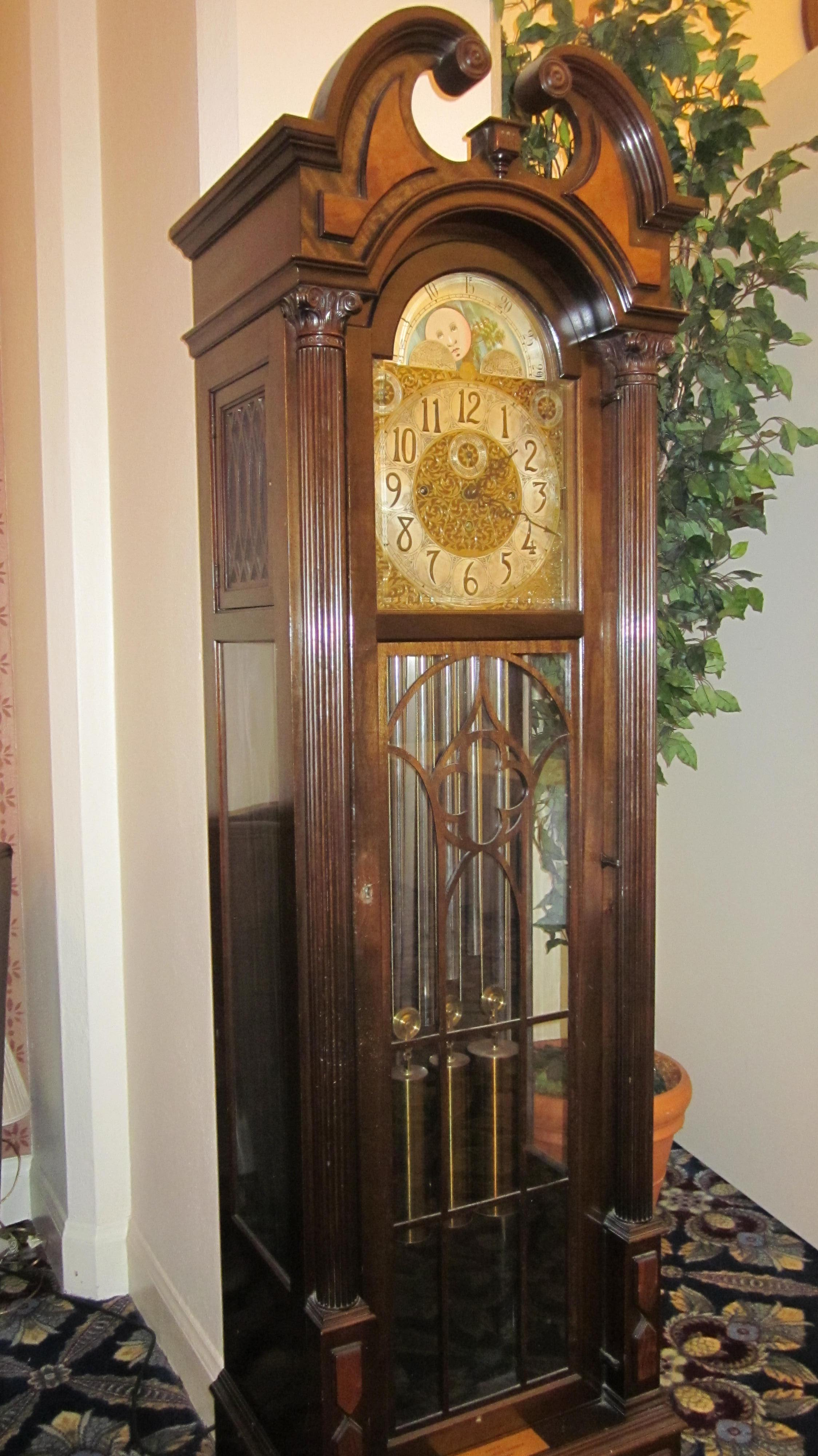
ホールクロック（上部飾り一部欠品）

- 置時計 (desk clock、table clock) : 机や台などに静置した状態で用いる時計[3]。
- 掛時計 (wall clock) : 壁に固定して使用する壁時計や柱に固定して使用する柱時計[3]。
- ホールクロック (hall clock) : 屋内向けの縦長の大型時計[3]。

主に身体に携帯して使用する時計をウォッチ（watch、携帯時計）という。
ウォッチをさらに下位分類すると、腕時計や懐中時計（提時計）がある。
- 腕時計 : 腕にバンドで装着して使用する時計[3]。
- 懐中時計（提時計、ポケットウォッチ）: 鎖で衣服に取り付けたりポケットに入れて持ち運ぶことができるようにした時計[3]。
- ナースウォッチ: 防水機構が進歩していなかった時代に、頻繁に手を洗う看護師がすぐに時刻を見られるよう、12時側ではなく6時側に短い鎖を取り付けてあり、胸につけるようになっている。時計によっては脈を測るための目盛りがついている。防水腕時計が当然になった現在でも、患者に怪我をさせないよう手に金属製品をつけない要請から、一部で使用されている。
- スマートウォッチ: デジタル腕時計のウェアラブルコンピュータで、スマートフォンと同等の機能性を有する。

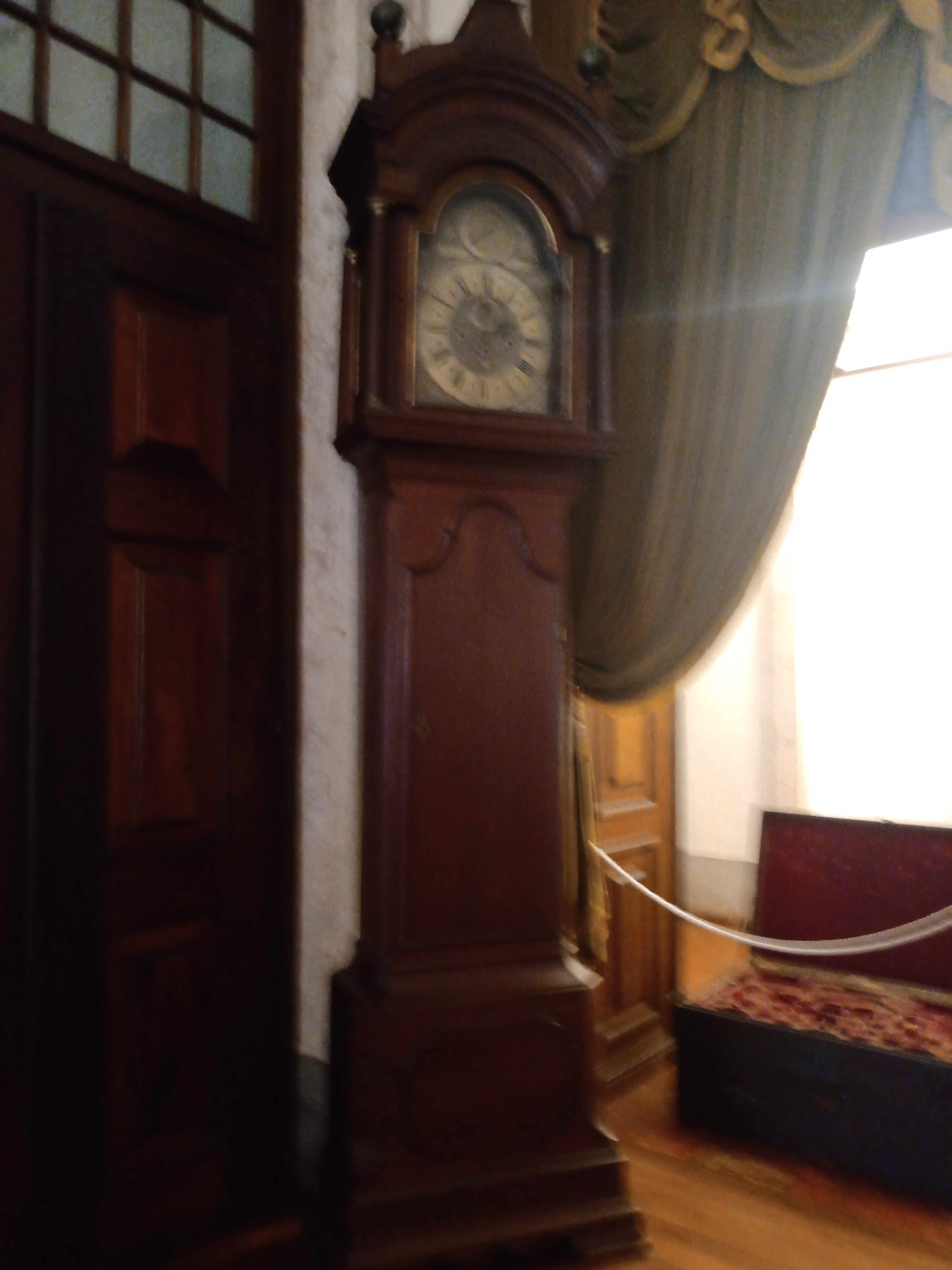
ホールクロック

作動原理による分類法
- 機械式時計
- 振り子時計
- 音叉時計
- トランジスタ時計
- クォーツ時計（水晶時計）
- 電波時計（電波修正時計）: 標準電波（日本ではJJY）を受信して時刻やカレンダー修正を行う機能のある時計[3]。
- 衛星電波時計（衛星電波修正時計）: GPS衛星などのGNSSの電波を受信して時刻やカレンダー修正を行う機能のある時計[3]。
- NTPクロック: NTP(Network Time Protocol)サーバーから取得した時刻に修正する機能のある時計。
- 設備時計（親子時計）:親時計からのパルス信号で子時計を制御する時計。これにはデジタル時計、アナログ時計などの様々な種類がある

- 原子時計
- 光格子時計

振り子時計の振り子
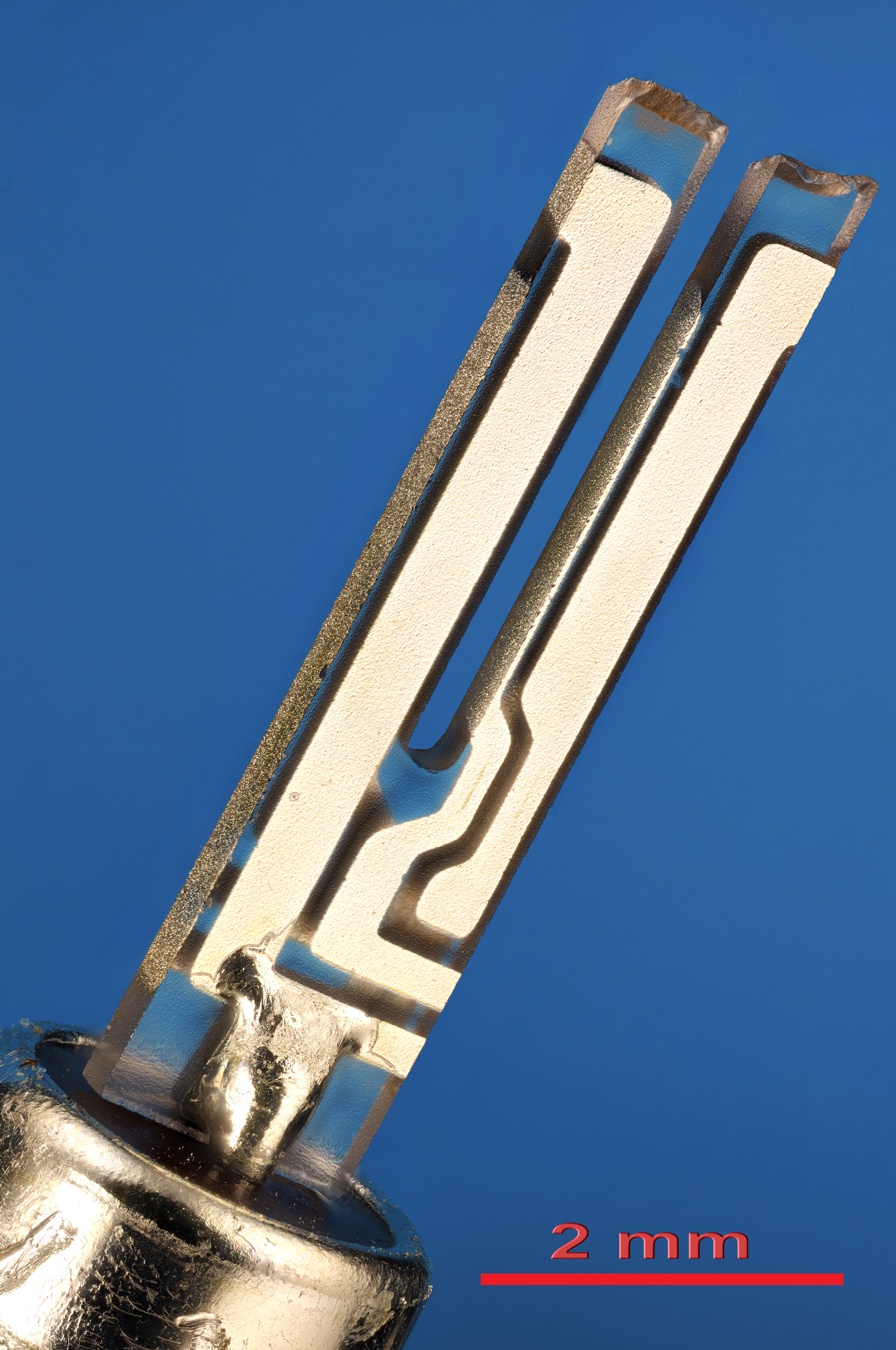
水晶振動子
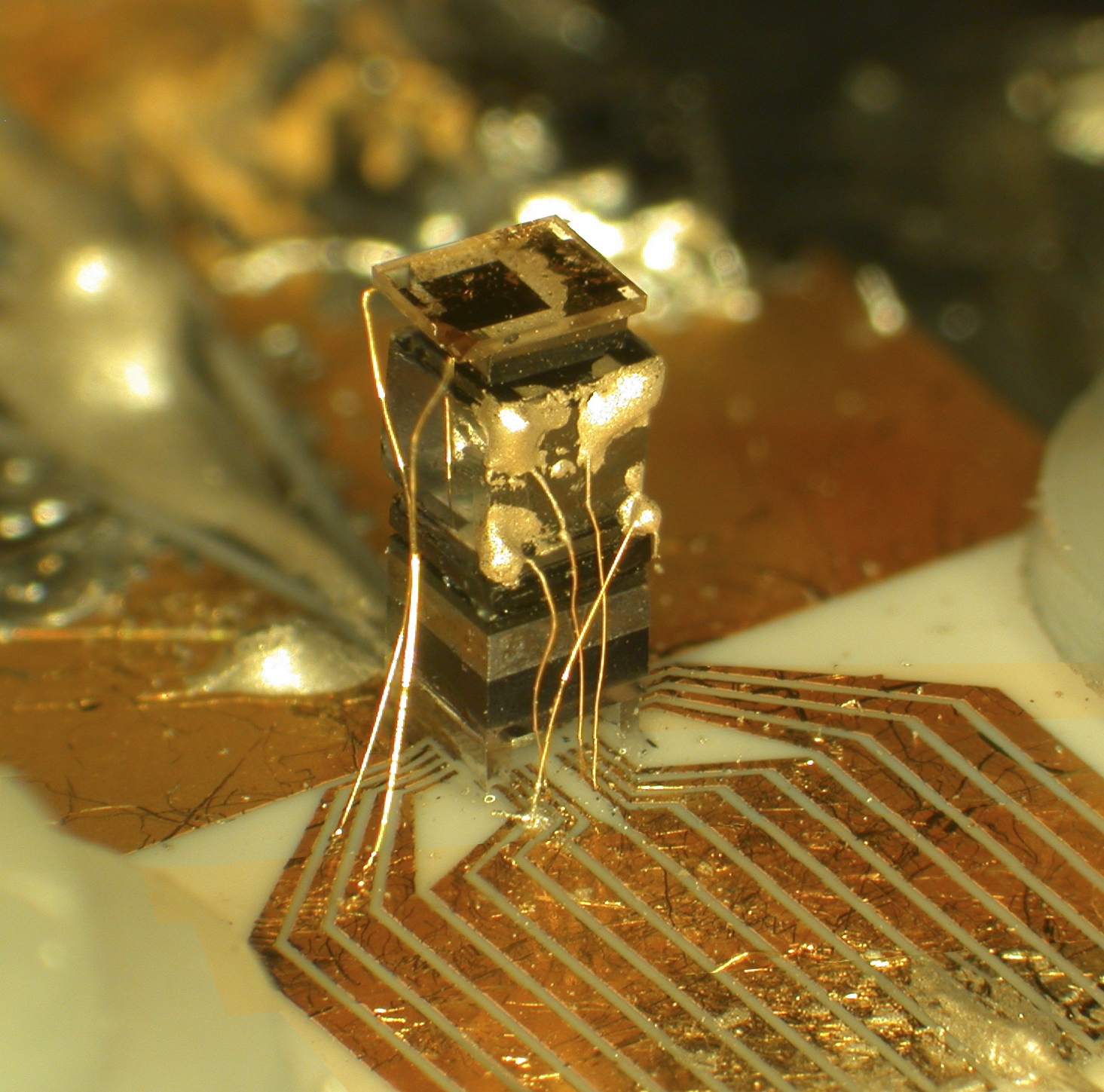
原子時計

## 表示方式

### アナログ式

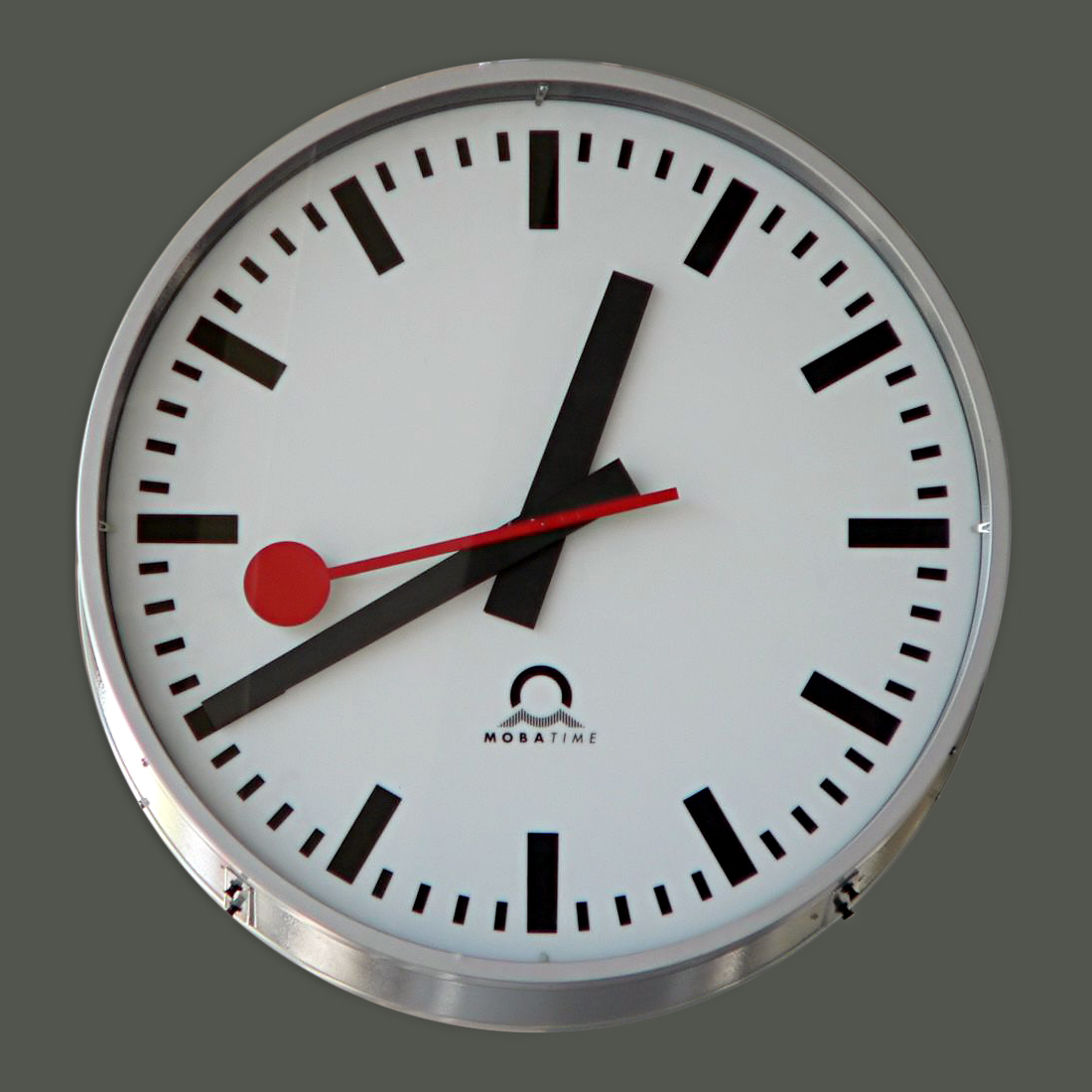
スイス鉄道時計 stop to goと呼ばれる58.5秒で1周して1.5秒間停止、分針を動かし、秒針を再度動かすといった機構になっている。

アナログ式は長針と短針を組み合わせた針式。通常、長針1回転が60分、短針1回転が12時間を表す。
ムーブメントに取り付けて時を示す目盛やマークなどを印した部品を文字板（文字盤、dial）という。通常、円周の等分の位置にアラビア数字やローマ数字を配置した文字盤を用いる（12方向あるいは4方向に数字を置く）。背景に数字を入れないデザインのものもある。文字盤にはライト付きのものや蓄光のものがある。
針の制御は全てが機械式機構で正比例するように動く物、ステッピングモーターなどで別々に動かす物が有る。

スイス鉄道時計の動作の再現（gifアニメ、3時38分前後）

秒針の動きには、連続して流れるような秒針の動きのスイープ運針（スイープセコンド、連続運針、連続秒針、sweep motion second、sweeping motion second）と、1秒ごとに区切りながら動くステップ運針（ステップセコンド、ステップ秒針、step motion second、stepping motion second）がある。ステップ運針にて、秒針が止まってしまったかのように見え、長すぎる時が過ぎたように感じられた後、秒針が再び動き始めるように見える現象はサッカードが関係している。また、一定時刻にまたは手動の操作でメロディーが鳴りリズミカルに運針する機能のあるものもある（メロディー運針、rhythmical motion）。
理容室（床屋）・美容室などの鏡に映して見るなどのために、逆の左回り（反時計回り）の、逆転時計とも呼ばれるものも存在する。
機械的な針を使わずに、液晶であらかじめ形が作られた針を表示するものや、Apple Watchのようにドットマトリクスで針を表示するものもある。
レギュレータ
長針・分針・秒針（秒針は無い場合もある）がすべて独立しており、同軸にないもの（文字盤もそれぞれ別々に独立している）。機械式時計の基本原理としてはこの形態になる（機械式時計の項参照）。
2針式
長針と短針のみで、2つが同軸にあるもの（秒針が付いていても同軸でないものを含む）。レギュレータに歯車を1個追加して分針を駆動している。
3針式
秒針が長針・短針と同軸にあるもの。2針式の機構に歯車を1 - 2個追加して秒針を駆動している。
4針式
秒針と長針、短針に加え、GMT針が同軸にあるもの。GMT針は、24時間で一周する針で、時針と区別がつくようにしてある物が多い。なお、GMTはグリニッジ平均時(英:Greenwich Mean Time)の略称である。
アナログ式はほとんど12時間表示（12等分）であるが、24時間表示の数字を小さく併記するものもある。文字盤の時間間隔については、日長により変化する不定時法（一部の和時計など）のものもあるが、基本的に現代の時計は時間間隔が常時一定の定時法をとる。その他文字盤に多数の目盛りが追加され、クロノグラフ（秒・分・時）やカレンダーが針で表示できるものもある。日付や月齢などは回転する板を、穴からのぞくようにして文字盤地板に表示するものも多い。なお、「12時方向」や「3時方向」など、アナログ式時計の文字盤に見立てて方向・方角を表す方法をクロックポジションという。
基本的に右回り（時計回り）であるが、その理由として日時計が右回りであったためという説が有力である。緯度・経度・季節により誤差はあるが、太陽の位置により大まかな方角を知ることが出来る。
外装を通してムーブメントが見える時計をスケルトンという。
- 20世紀のアナログ式の旅行用目覚まし時計。たたむとシェルに護られ旅行鞄にしまえる。古いものはぜんまい式。
- アナログ式腕時計
- スケルトン
- 24時間時計（グリニッジ天文台設置）(親子時計)

### デジタル式
デジタル式は、数字で直接表示する方式。デジタル式には12時間表示のものと24時間表示のものがあり。切り替え可能なものも多い。以下の方式の一部では、決められた数字や記号（コロンなど）が作りこまれているものとドットマトリクスの仕組み表示するものとがある。
- パタパタ時計 - 反転フラップにより文字盤が回転するもの。1980年代ごろに主に使われた。
- ニキシー管表示
- 電光表示
- 蛍光表示管表示
- ロータリーバー式 - 1つの数字につき7つの棒が回転して時刻を表示する。家庭用ではなく、設備時計に分類される。
- 液晶表示
- 有機EL表示

- パタパタ時計。「目覚まし時計+ラジオ」(SONY FC-59W)
- 液晶式でデジタル式の腕時計（Casio F91W）
- 液晶式のデジタル時計（SEIKO）

### コンビネーション式
アナログ式とデジタル式、両方を備えたコンビネーション式時計。アナデジ、デジアナ、ハイブリッド式時計とも呼ばれる。

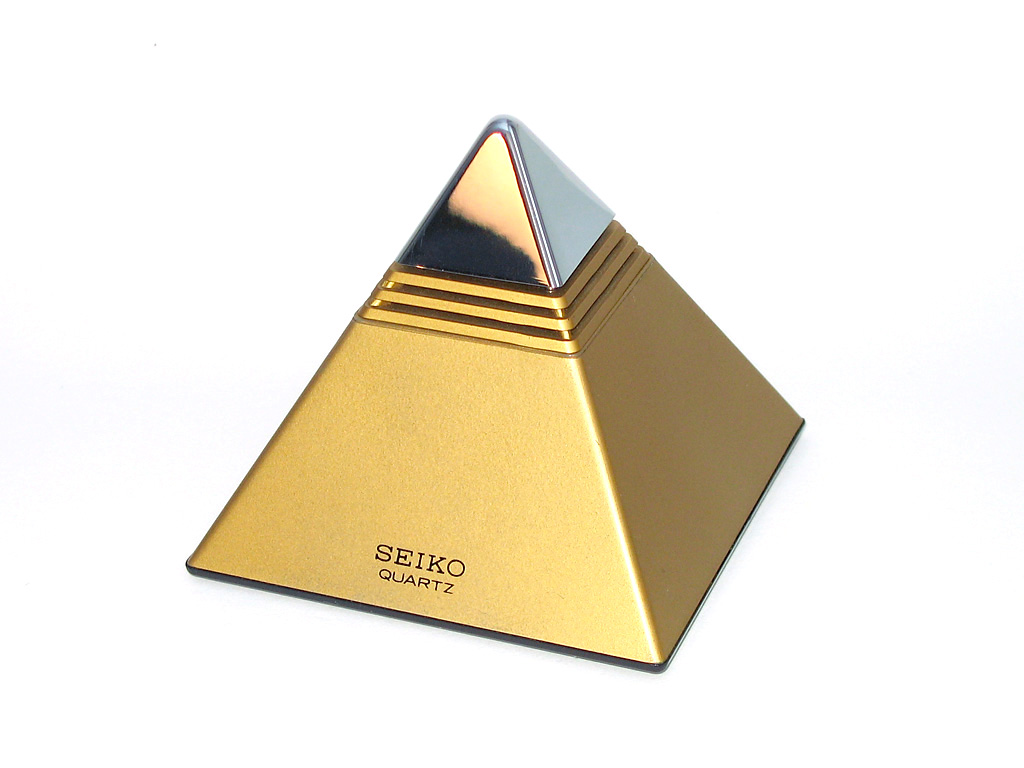
セイコーピラミッドトーク(日本版ならば英語のDA571G、海外版らなばQEK101Gである。)　音声時計

- デジタルとアナログ両方に時間の表示。(CASIO)
- デジタルに都市、月日、曜日の表示。(シチズン時計)

### その他

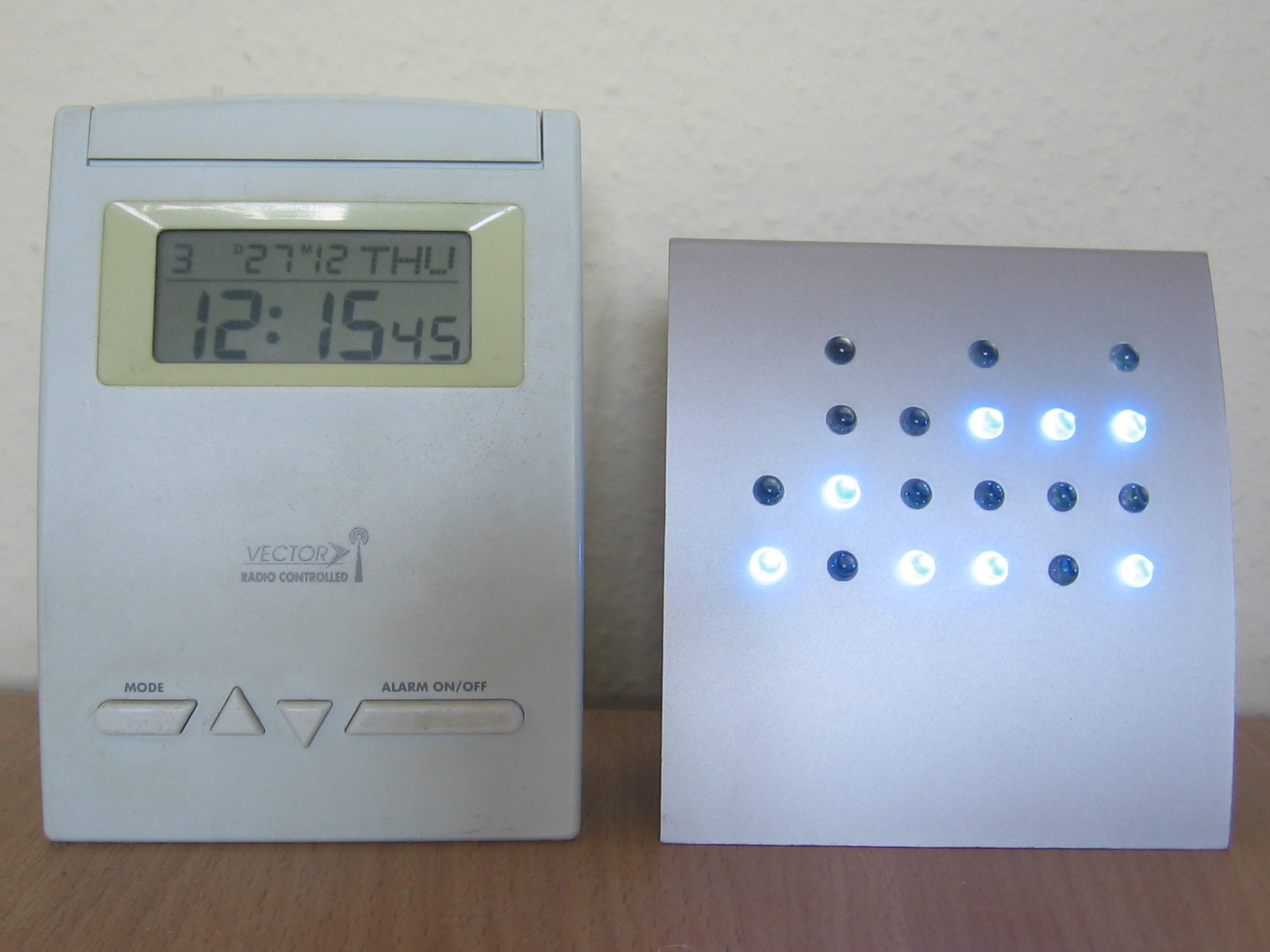
左:デジタル時計右:バイナリークロック　時刻は左の時計と同じ12:15:45。

- 音声
- 点字(点字が浮き出る)
- バイナリークロック

## 各種の機能と装飾

### 表示
- 世界時計 (hall clock) : 世界各地の標準時をあわせて表示する時計[3]。
- 多針時計（多軸時計、multi-hands time keeping instrument）: 時針・分針・秒針以外の機能表示針をもつ時計[3]。機械式の場合は複雑時計ともいう[3]。
- 小秒針時計（スモールセコンド時計、サブセコンド時計、副秒針時計）: 秒針が時分針軸とは別の軸になっている時計[3]。
- 視覚障がい者用時計（点字時計）: 音声や触覚で時刻が分かるようにした時計[3]。
- バーバークロック : 針が逆回転し文字も裏返し文字となっており、鏡に映したときに正しい表示になる時計。理容店など前面が大きい鏡で覆われて時計を置くスペースがない場合のために製造されたことからこの名がある。
- 24時間時計:短針が24時間で1周する時計

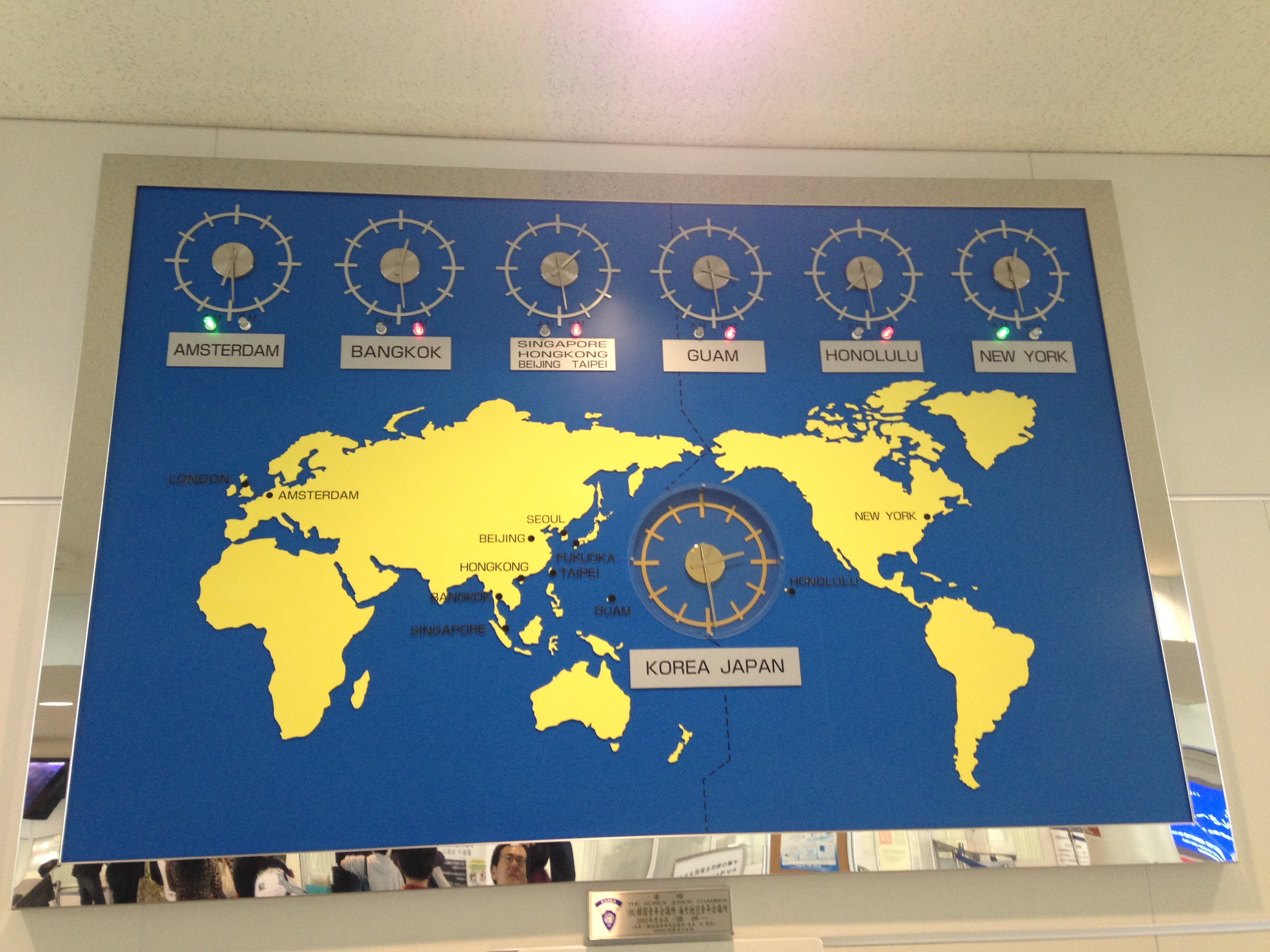
世界時計
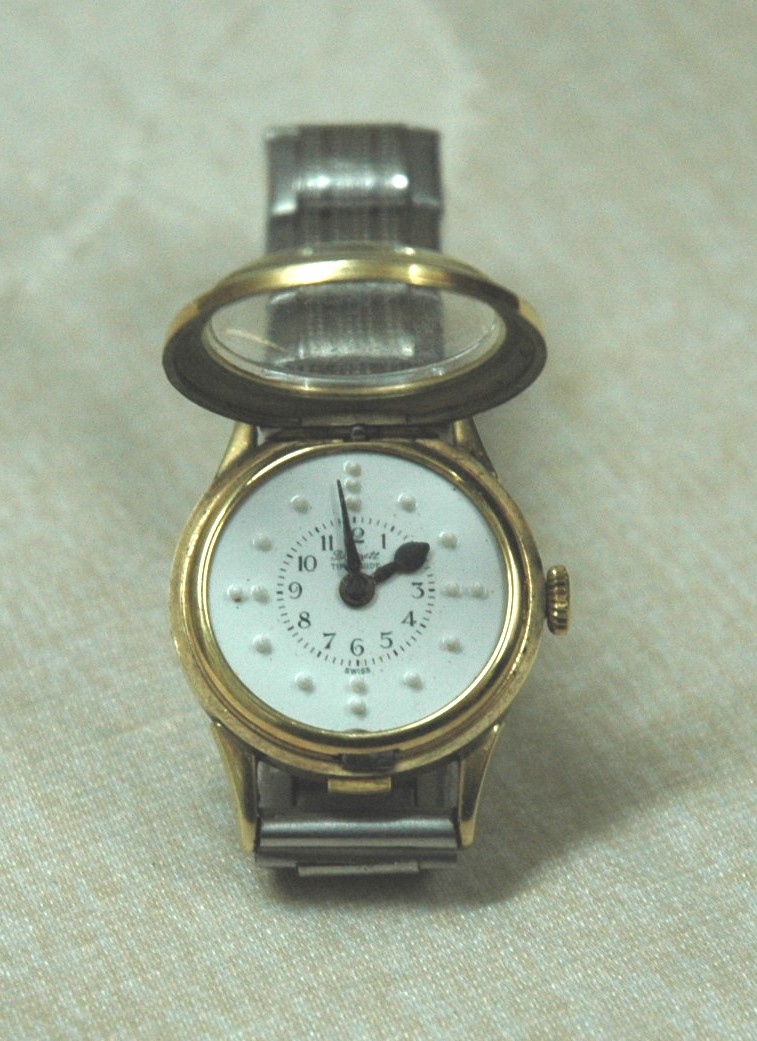
点字時計
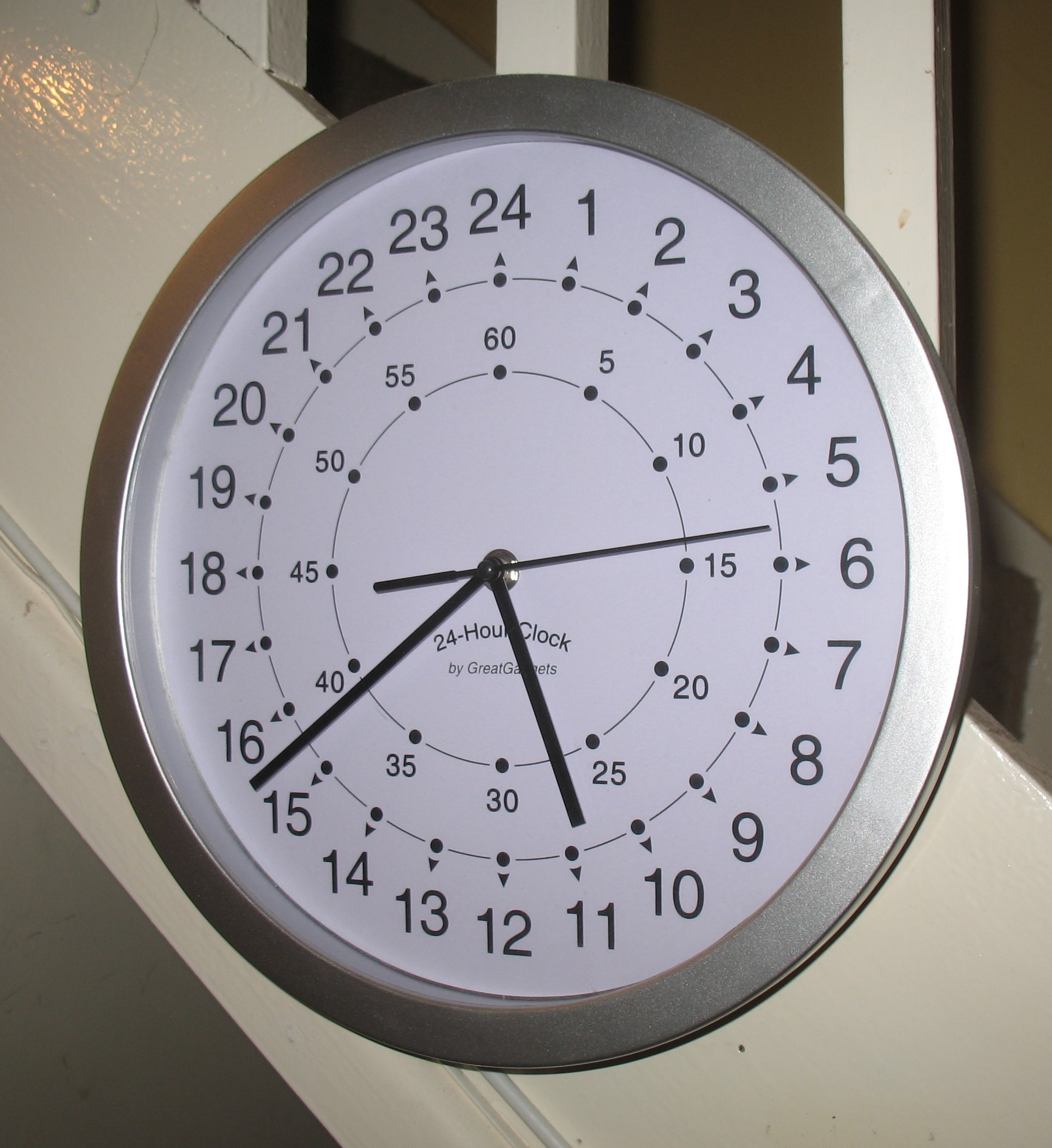
24時間時計
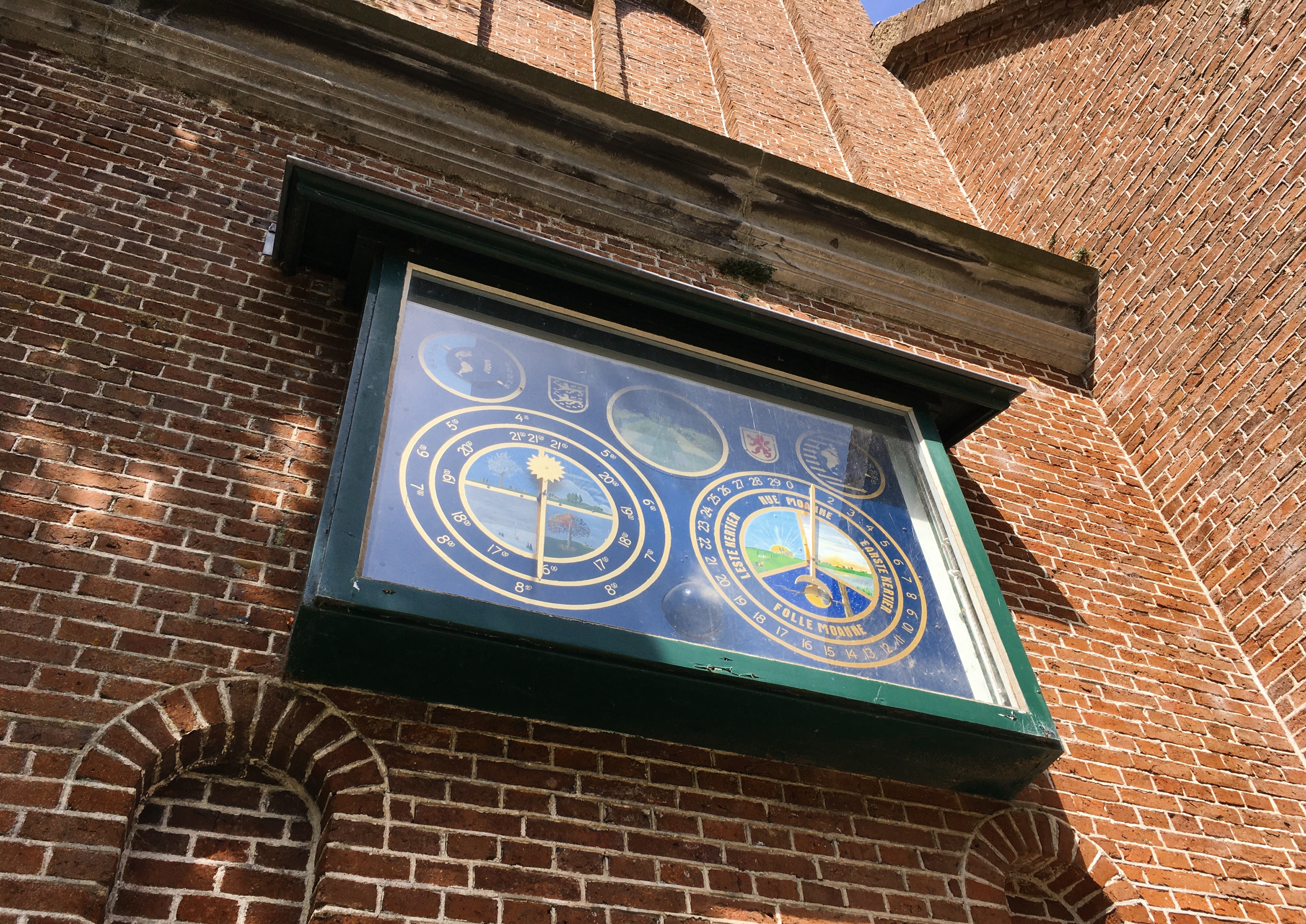
天文学的時計（オランダフリースラント州:en:Wierのイオアニス・劇場教会）

### カレンダー
- カレンダー : 日・曜・月・年などを表示する機能のある時計[3]。

　高精度な機構として、オートカレンダー、リバース(レトログラード)カレンダー(日付を扇形に表示し月末に自動または手動の操作で急速に日針が最初に戻る機能のある時計)などがある。
　日(デイト)および日と曜日を示すもの(デイデイト)が一般的で、日・曜日・月を示すものはトリプルカレンダーと呼ばれる。数字による表示方法と盤面上を針(ポインター)で表示する方法がある。大型の日付針(デイトポインター)が時分針と共にセンターに配置されたものは識別のため針先が三日月型をしている。
　機械式時計のオートカレンダーには、年月日の表示精度に応じ、以下の高機能モデルがある。アナログ機構によりグレゴリオ暦の変則性(地球の公転や月齢の差に起因する月の長さの違い<30日・31日>、日の少ない2月末<28日>、閏年の2月末<29日>とその例外不適用<400年中3回の世紀初>)を再現する難易度の高さから、「パーペチュアル(永久)カレンダー」以上は「三大複雑機構」の一つとされる。
- アニュアル(年次) ： 月、日、曜日を表示。月の長さの変則性(30日・31日)を自動調整。日の少ない毎年2月末(28日・29日)に日付補正が必要。
- セミパーペチュアル(半永久) ： 月、日、曜日を表示。月の長さの変則性(30日・31日)、日の少ない毎年2月末(28日のみ)を自動調整。4年に1度の閏年の2月末(29日)に手動による日付補正が必要。
- パーペチュアル(永久) ： 閏年ないし暦年、月、日、曜日を表示。月の長さの変則性(30日・31日)、日の少ない毎年2月末(28日)および閏年の2月末(29日)を自動調整。グレゴリオ暦の例外ルールで閏年が不適用となる世紀初(400年中3回)、手動による日付補正が必要。
- セキュラー(エターナル) ： 閏年ないし暦年、月、日、曜日を表示。月の長さの変則性(30日・31日)、日の少ない毎年2月末(28日)および閏年の2月末(29日)、閏年が不適用となる世紀初(400年中3回)を自動調整。グレゴリオ暦を完全再現するため、手動による日付補正は不要。セキュラー・カレンダー搭載モデルを開発したメーカーは、パテック・フィリップ、スヴェン・アンデルセン、フランク・ミュラー、ファーラン・マリ、IWCの5社のみ。

### ムーンフェイズ
- ムーンフェイズは、月の満ち欠け（月相）を表示する機能のある時計[3]。

　16世紀頃の置き時計から見られはじめるが、18世紀の天才時計師アブラアム＝ルイ・ブレゲが懐中時計のために開発した古典的機構では、両側に月の絵を二つ描いた円盤を59日周期で1回転させ、半円形を組み合わせた小窓によって円盤の約半分を表示して残りを隠す巧妙な機構になっている。円盤が1周する間に平均朔望月の約29.530589日周期に近似した29.5日周期で(旧暦)2朔望月分の月相を表現するため、この精度では約965日に1日の割合で時計の方が早くなる。
　その後、各メーカーが技術開発を進め、誤差を大幅に縮減したモデルが存在する。超高精度な機構を搭載したものでは、IWCのポルトギーゼ・エターナル・カレンダー(45,361,055年に1日の誤差)、アンドレアス・ストレラーのソートレル・ア・リューン・パーペチュエル２M(2,060,757年に1日の誤差)、クリスティアン・ファン・デル・クラウーのリアルムーン・ジュール(11,000年に1日の誤差)などがある。高精度化は、歯車の歯数を増やすことにより実現するが、最も精度の高いIWCのモデルでは、コンピューターシミュレーションを駆使して3つの中間歯車を備えた減速機構を開発、「最も精密なムーンフェイズの腕時計」としてギネスブックに登録されている。
　実際の月相は、月を楕円弧状に光と影の部分に分けるが、「ムーンフェイズ」は月食と同様に円を円で隠すことで月相を表現している。月相0付近ではあまり違和感がないが、それ以外では実際の月相と「ムーンフェイズ」が表示する月相の形状は大きく異なる。この問題を解決する方法として、月の円盤を小窓ではなく時分針と同じ軸で回転させ、カージオイド型の円盤で隠す方法（ル・ローヌ（スイス）のヘドニア・ムーンフェイズ、Ochs und junior（スイス）のムーンフェイズモデルなど）、半分を黒く塗った球体を横に回転させる方法（アーノルド&サンの「ルナ・マグナ」、クリスティアン・ファン・デル・クラウーのムーンフェイズモデルなど）がある。ただし、これらは1朔望月で一回転させる必要があるうえ、構造が複雑になって厚みが増えるなどの問題があり、現時点では一般的ではない。

### 天文時計
- 天文時計 : 星図板の表示・月や太陽など天体の運行を表示するものもある（純粋な機械式時計でこれを実現する超複雑時計もある）。これらはカレンダー機能の一種であるが、もともとジョン・ハリスンの時代には不等時法であったため、季節による均時差を表示する・加える機能は古くから実現されていた。

### アラーム
- アラーム : 音や振動により時刻や注意を知らせる機能のある時計[3]。
- デイリーアラーム : 解除しない限り毎日設定した時刻に鳴る機能のある時計[3]。
- ワンショットアラーム（ワンタッチアラーム、クイックアラーム）: アラームが鳴るたびにその設定が解除されるアラーム機能の時計[3]。
- スヌーズ (snooze) : アラーム停止後、短時間で再びアラームが鳴る機能のある時計[3]。
- 目覚まし時計 : ベル・電子音・ラジオ・コンパクトディスクなどの音声鳴動（アラーム）、あるいは光によって、また特殊なものでは寝具の下部に敷いておいたエアークッションを膨らませるなどして起床させることを目的としたもの。

### 報時
- 報時時計 (acoustic information clock) : 正時または一定間隔で音により時刻を知らせること[3]。
- リピーター (repeater) : 手動の操作で現在時刻を音で知らせる時計[3]。
- グランドストライク (grand strike) : 正時または一定間隔で自動的にまたは手動の操作で現在時刻を音で知らせる時計[3]。
- からくり時計(人形が動くもの:marionette clock メロディーが流れるもの:carillon clock)毎正時にメロディで時間を知らせる時計。

### 装飾
- 花時計: 主に屋外に設置される、花壇と一体となった時計をさす。
- 鳩時計（かっこう時計、cuckoo clock）: 鳥を象った像が飛び出して鳴き声を出し時刻を知らせるもの[3]。
- からくり時計: 設定された時刻に人形などの装飾が動いて時刻を知らせる時計[3]。人形が動くものはmarionette clock、メロディーが流れるものはcarillon clockという[3]。

- 世界一の花時計」（静岡県土肥温泉松原公園[26]）(CITIZEN T.I.C.製)
- 鳩時計
- ストラスブールのグラン・ディルにあるノートルダム大聖堂内に設置された18世紀のからくり時計。12使徒などをかたどった様々な人形が動く。

## 時計産業
時計産業は、17世紀には手工芸的な産業であり、イギリス、フランス、スイスによって激しい技術競争が起こっていた。このうちフランスにおいてはナントの勅令がルイ14世のフォンテーヌブローの勅令によって1685年に廃止され、ユグノーが多かった時計職人たちは迫害を逃れてスイスへと移住し、まずジュネーブで、ついでその北東に位置するヌシャテルにおいても時計産業が栄えるようになり、この2都市がスイス時計産業の中心となっていった。先発であるジュネーブが高級時計を主力としたのに対し、ジュネーブからの職人移住によって形成された ヌシャテルやジュラ山地の時計生産においては廉価な時計の生産が主力となっていた。
時計の制作は複雑なため、個人ではなく職人たちがチームを組んで分業により制作する方式を採用していたが、これには一つ一つの部品が正確に製作され、それが組み合わされて狂いなく動作することが必要であり、この職人集団は結果として正確な機械製作技術を身につけることとなった。この技術は他の機械製作にも応用されるようになり、産業革命の技術的基礎となった。
このころまでの時計は、航海の安全に直結するクロノメーターを除けば、ほとんどは装飾品に過ぎなかった。しかし産業革命時代に入ると、正確な時間を知ることが必要になり、それまでの装飾品としての時計から実用品としての比重が急速に高まった。このころはいまだそこまで正確な時計は完成していなかったが、アメリカ西部開拓時代になると、正確かつ規格化された鉄道時計の需要が生まれ、精度の高い時計が求められるとともに、アメリカに開発・生産の重心を移していった。ところが労働コストの上昇などにより、アメリカの時計産業は20世紀前半までには衰退した。19世紀末から労働コストが安いスイス・ドイツなどが時計産業の中心となった。
日本での工業としての時計生産は、明治時代中期（1880年代）以降に東京、大阪、名古屋周辺で掛時計、置時計の製造が始まったのが嚆矢であるが、懐中時計・腕時計などの精密時計の大量生産は20世紀に入ってから始まった。1927年にはアメリカにおいてクォーツ時計が発明されていた が、1960年代には急速に改良が進んで実用化されるようになり、1969年にはアナログ式クォーツ腕時計が日本において初めて商品化され、さらに1970年代以降のデジタル化へのシフトにより、スイスの時計産業は衰退し、日本にその主軸を移し、20世紀末には中国をはじめとするアジア諸国にシフトしていった。
この頃には、クロノメーター時代の最高精度の何倍もの精度の時計が廉価で買えるようになり、デジタル時計なども実用的にはこれ以上進歩のしようがなくなった。
スイスの時計産業は、1970年代～1980年代にはクォーツによる時計技術の激変に乗り遅れ、またそこに経済危機も追い打ちをかけ、産業規模が著しく縮小した。スイスの時計産業従事者は1970年にはおよそ9万人だったのに、1984年にはわずか3万人あまりにまで減少。だがその後、産業構造の改革を断行しスイスの時計産業はふたたび世界の注目を浴びるようになり、従業者数も再び増加して、2013年には57300人レベルとなった。スイスの時計産業は、かつてとは異なり、数十ドルほどの安価な若者向けのものから、中価格帯の時計、金や宝石で装飾されコンプリケーション（complication。複雑な機械的機構）を備えた数十万ドルの機械式時計まで、実際のところあらゆる価格帯の時計を製造するようになっている。なおスイスは、もともと得意とする高級品だけでなく安価な時計の市場でも復活した。ニコラス・G・ハイエックがファッショナブルで安価なスウォッチを1983年に発売し、これが世界的に人気を得たおかげで低価格帯品の世界シェアにも食い込むことに成功した。現在、スイスの時計はその95%が輸出されている。2013年時点の総輸出売上高は、218億スイス・フラン。金額ベースでその輸出先を分析すると、スイスの腕時計輸出額の53％がアジア向け、31％が欧州向け、14％が北米向けとなっている。
メーカーに所属せず個人や小規模な工房で製作する独立系の時計職人もおり、トゥールビヨンなど複雑な機構を有した腕時計が富裕層向けの宝飾品として評価されている。1985年に独立時計師アカデミーが結成された。
2009年、スイスのラ・ショー＝ド＝フォンは時計産業と都市計画の結びつきが評価され、ラ・ショー＝ド＝フォンとル・ロックルとして世界遺産に登録された。

## デジタル回路やPCにおける時計

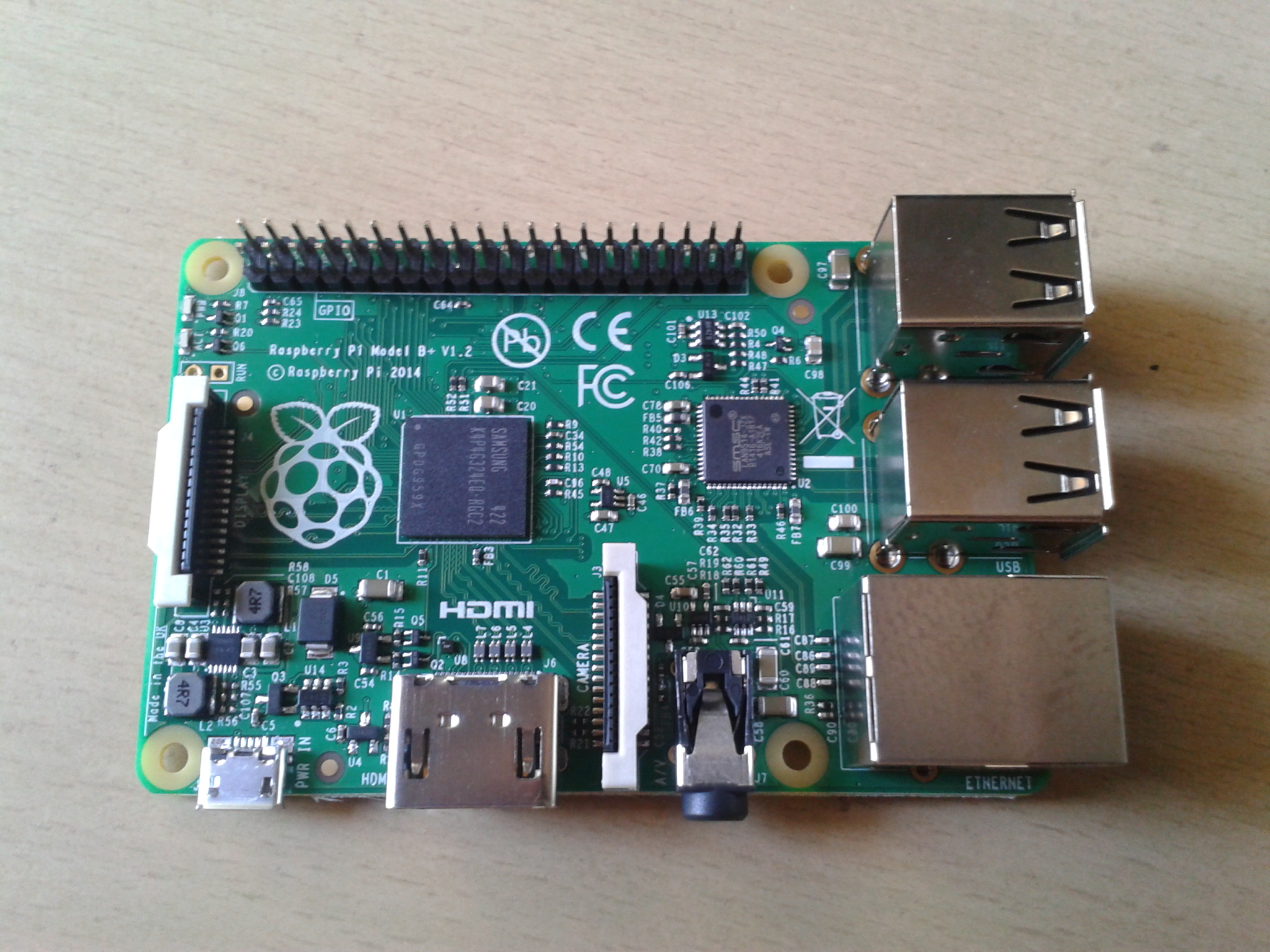
クレジットカードをやや大きくした程度の大きさのRaspberry Piのプリント基板にもやはり時計が組み込まれていて、コンピュータプログラムで時刻の値を取得し利用できる。

20世紀後半になってclockという語を、デジタル回路（論理回路）で同期をとる場合のパルス信号（源）を指すためにも使うようになった。その信号を「クロック信号」と呼び、そうした方式で同期をとる回路の設計方式を「クロック同期設計」と呼ぶようになった。クロックの記事を参照。
なおパーソナルコンピュータ(PC)などでは、リアルタイムクロックという、時刻を刻む、まさに「時計」を持っていることも多い。
オペレーティングシステム内では通常、さらにそれらとは別のタイマーを利用した時刻管理系を持っている。
高水準プログラミング言語では、ライブラリを読み込むことで、PCの時計の時刻をプログラム内で取得して使えるようになっていることが多い。たとえば、C言語のプログラムでは冒頭に「#include <time.h>」などと書けば時計を使えるようになり、Pythonのプログラムでは「import time」あるいは「import datetime」などと記述すれば時計を使えるようになる。
その他パソコンのグラフィカルユーザインタフェース(GUI)画面上ではタスクバーで時刻が標準表示される他、主にガジェット、フリーソフトとして各種アナログ・デジタル時計が多数公開されている。

## 時計を題材にした作品
童話、小説
- 大塚楠緒子『金時計』東京新詩社 (編集)、文友堂、1901年10月。 NCID BA65976829。
- 石井研堂『時計』 15巻、博文館〈少年工芸文庫〉、1903年。
- 高林兵衛『時計発達史』東洋出版社、1924年。
- ルイーズ・ボーデン『海時計職人ジョン・ハリソン』あすなろ書房、2005年02月。
- 資料社編集部『時計に関する資料』資料社、1948年。
- まついのりこ『とけいのほん』絵本、フクインカン〈福音館のペーパーバック絵本〉、1973年。
- まついのりこ『とけいのほん 2』絵本、フクインカン〈福音館のペーパーバック絵本〉、1973年。ISBN 4-8340-0560-7。
- 黒井千次『小説家の時計』構想社、1977年5月。 NCID BN07798725。
- 永田萌『夢時計のまわる夜』画集、CBS・ソニー出版〈Artback〉、1980年12月。
- 日影丈吉『地獄時計』徳間書店、1987年12月。ISBN 4-19-123573-7。
- 伊井直行『進化の時計』講談社、1993年9月。ISBN 4-06-205697-6。
- 角山栄『シンデレラの時計』 2巻、ポプラ社〈ポプラ・ノンフィクション books〉、1996年4月。ISBN 4-591-05088-2。
- 和田光孝『水の記憶』近代文芸社、1996年7月。ISBN 4-7733-4920-4。
- ポール・オーウェン・ルイス (Lewis, Paul Owen)、きくしまいくえ (翻訳)『シロクマくんのおきゃくさん : かずととけいの本』童話、偕成社、1997年。ISBN 978-4-03-235030-2。[35]
- 黒井千次『夢時計』 上、講談社、1997年11月。ISBN 4-06-208965-3。
- 黒井千次『夢時計』 下、講談社、1997年11月。ISBN 4-06-208966-1。
- 伊藤正道『大きな古時計』ヘンリー・クレイ・ワーク (原曲の作詞・作曲); 保富康午 (訳詞)、白泉社、2003年11月。ISBN 4-592-76101-4。 [注 3]
- 北村富夫、遠藤賢一 (イラスト・デザイン)『いまなんじ? : とけいのほん』絵本、コンセル、戸田、2009年。
- アレクサンドル・イワーノヴィッチ・クプリーン. The Missing Watch（失われた時計）

童謡、歌
- 時計の歌. July 1910. 2017年3月26日閲覧。尋常小学読本唱歌、文部省唱歌 [注 4]
- ミミー宮島 (歌唱)、門田ゆたか (作詞)、仁木多喜雄 (編曲) (1940). お祖父さんの時計. [注 5][注 6]
- 作詞：筒井敬介、作曲：村上太朗 (1953). とけいのうた.
- 作詞：香山美子、作曲：湯山昭 (1962). 山のワルツ (ラジオ). NHKラジオ. [注 7]
- 作詞：高田ひろお、作曲：佐瀬寿一 (25 June 1976). パタパタママ. キヤニオンレコード. CX-105。